# Interkontinentální pohár 2002
Čtyřicátý první ročník Interkontinentálního poháru byl odehrán 3. prosince 2002 na Nissan Stadium v Jokohamě. Ve vzájemném zápase se střetli vítěz Ligy mistrů UEFA v ročníku 2001/02 – Real Madrid a vítěz Poháru osvoboditelů v ročníku 2002 – Club Olimpia.

## Zápas
| 3. prosince 2002 19.15 JST (UTC +9) (11.15 SEČ) |        |              |                                                                        |
| Real Madrid                                     | 2 : 0  | Club Olimpia | Nissan Stadium, Jokohama diváci: 66.070 rozhodčí: Carlos Eugênio Simon |
| Ronaldo 14' Guti 84'                            | Report |              | Nissan Stadium, Jokohama diváci: 66.070 rozhodčí: Carlos Eugênio Simon |

| Real Madrid | Club Olimpia |

| Muž zápasu: Raúl (Real Madrid) |

## Vítěz
| Interkontinentální pohár 2002 Real Madrid (3. vítězství) Soupiska: Iker Casillas - Míchel Salgado, Fernando Hierro, Iván Helguera, Roberto Carlos - Claude Makélélé, Esteban Cambiasso, Luís Figo, Zinédine Zidane - Raúl González Ronaldo Náhradníci: César Sánchez, Óscar Miñambres, Francisco Pavón, Guti, Flávio Conceição, Santiago Solari, Fernando Morientes, Trenér: Vicente del Bosque |